# Craspedochiton variabilis
Craspedochiton variabilis är en blötdjursart som först beskrevs av Henry Adams och George French Angas 1864.  Craspedochiton variabilis ingår i släktet Craspedochiton och familjen Acanthochitonidae. Inga underarter finns listade i Catalogue of Life.